# Darevskia defilippii
Espèce
Synonymes
- Lacerta saxicola defilippii Camerano, 1877
- Lacerta defilippii Camerano, 1877
- Lacerta muralis fusca var. persica Bedriaga, 1886

Statut de conservation UICN

 LC  : Préoccupation mineure
Darevskia defilippii est une espèce de sauriens de la famille des Lacertidae.

## Répartition
Cette espèce est endémique d'Iran. Elle se rencontre dans les provinces de Téhéran, du Mazandéran et du Gilan entre 750 et 2 071 m d'altitude dans l'ouest de l'Elbourz.

## Description

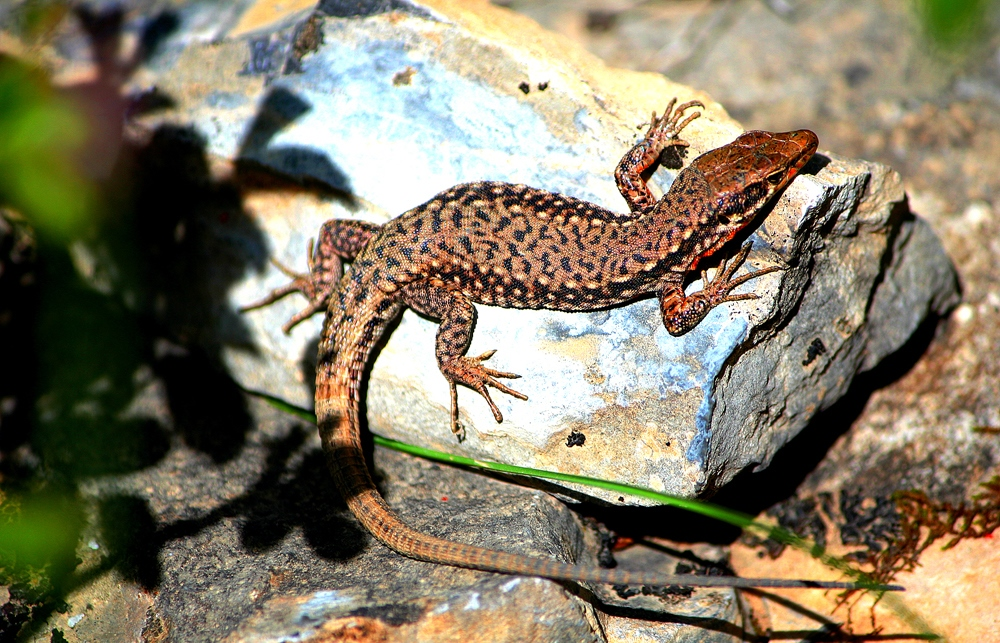
Darevskia defilippii

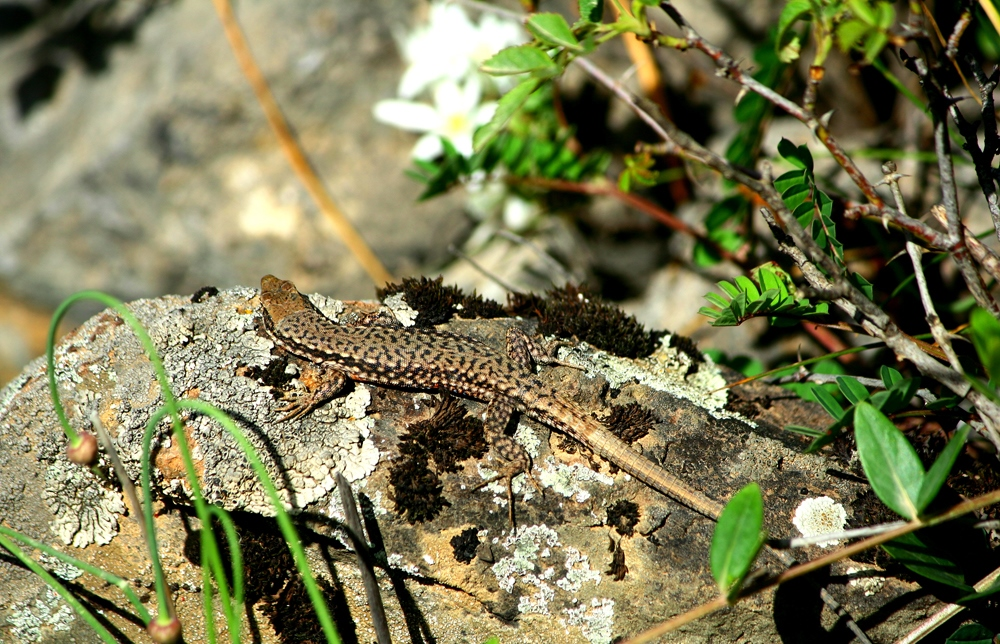
Darevskia defilippii

Les mâles mesurent jusqu'à 54,8 mm sans la queue et les femelles jusqu'à 54,3 mm.

## Étymologie
Cette espèce est nommée en l'honneur de Filippo De Filippi.

## Publication originale
- Camerano, 1877 : Considerazioni sul genere Lacerta Linn. e descrizione di due nuove specie. Atti della Reale Accademia delle scienze di Torino, vol. 13, p. 79-98.